# 2-metil-1-propanolo
Il 2-metil-1-propanolo (o alcol isobutilico) è un alcol di formula (CH3)2CHCH2OH.
A temperatura ambiente si presenta come un liquido incolore dall'odore alcolico. È un composto infiammabile, irritante.

## Produzione
Viene preparato per idroformilazione del propene a dare 2-metilpropanale, che viene successivamente purificata e idrogenata a 2-metil-1-propanolo.
{\displaystyle {\ce {2 H3C-CH=CH2 + 2 CO + 2 H2 -> H3C-CH2-CH2-CHO + H3C-CH(CHO)-CH3}}}
{\displaystyle {\ce {H3C-CH(CHO)-CH3 + H2 -> H3C-CH(CH2OH)-CH3}}}

### Biosintesi

#### Escherichia coli
Escherichia coli, è un batterio Gram-negativo, a forma di bastoncello. L'E. coli è il microrganismo più studiato per la produzione commerciale di isobutanolo. Nella sua forma ingegnerizzata, E. coli produce i più alti rendimenti di isobutanolo di qualsiasi altro microrganismo. Per migliorare l'efficienza metabolica di E. coli sono stati usati diversi metodi che hanno portato alla produzione di quantità maggiori di isobutanolo. E. coli è un bio-sintetizzatore di isobutanolo ideale perché è un organismo per il quale esistono diversi strumenti di manipolazione genetica, ed è un organismo per il quale esiste un vasto corpus di letteratura scientifica. E. coli utilizza la lignocellulosa (scarto dell'agricoltura) per la sintesi dell'isobutanolo, fatto che consente di non utilizzare materiali vegetale destinati al consumo umano, aumentando la convenienza economica.
Lo svantaggio principale di E. coli è che è suscettibile ai batteriofagi, fatto che può mettere a rischio il funzionamento dei bioreattori. Inoltre, la produzione di isobutanolo in E. coli funziona in modo ottimale a una concentrazione limitata di isobutanolo nella cellula. Per ridurre la sensibilità di E. coli ad alte concentrazioni, vengono generati mutanti degli enzimi coinvolti nella sintesi attraverso sistemi di mutagenesi casuale.

#### Clostridium
La biomassa cellulosica come le pannocchie è abbondante ed economica, ma è difficile da utilizzare a causa delle difese naturali della pianta, che gli impediscono di essere demolita chimicamente. Inoltre la produzione di biocarburanti comporta costosi trattamenti enzimatici e di fermentazione. Per rendere possibile la conversione, i ricercatori hanno sviluppato un ceppo di Clostridium cellulolyticum, un microbo che degrada la cellulosa, e potrebbe sintetizzare l'isobutanolo direttamente dalla cellulosa.

#### Cianobatteri
I cianobatteri sono un phylum dei batteri fotosintetici. I cianobatteri sono adatti per la biosintesi se vengono geneticamente modificati per produrre isobutanolo e le sue aldeidi corrispondenti.
I cianobatteri offrono numerosi vantaggi come sintetizzatori di biocarburanti: crescono più velocemente delle piante e assorbono anche la luce solare in modo più efficiente delle piante. Ciò significa che possono essere reintegrati ad una velocità maggiore rispetto a quella utilizzata per altri sintetizzatori di biocarburanti. I cianobatteri possono essere coltivati su terreni non utilizzati per l'agricoltura. Le fonti principali per farli crescere sono acqua e anidride carbonica. L'anidride carbonica deriva dall'atmosfera, quindi i cianobatteri non hanno bisogno di materiale vegetale per sintetizzare l'isobutanolo, evitando la necessità di prelevare materiale vegetale da fonti alimentari e creare una competizione tra il prezzo di cibo e carburante. I cianobatteri quindi possono essere anche utilizzati per il biorisanamento dell'atmosfera, eliminando l'anidride carbonica in eccesso.
Lo svantaggio principale è che durante la crescita i cianobatteri sono sensibili alle condizioni ambientali. Soffrono a concentrazioni inadatte di anidride carbonica, in condizioni di luce inadeguata, o in acque con salinità eccessiva, sebbene molti cianobatteri siano in grado di crescere nelle acque salmastre e marine. Questi fattori sono generalmente difficili da controllare e rappresentano un grosso ostacolo alla produzione di isobutanolo da cianobatteri. I bioreattori a cianobatteri richiedono un'elevata energia per funzionare. Le culture richiedono una miscelazione costante e la raccolta dei prodotti biosintetici richiede un uso intensivo di energia. Ciò riduce l'efficienza della produzione di isobutanolo attraverso i cianobatteri.

#### Bacillus subtilis
Il Bacillus subtilis è un batterio gram-positivo a forma di bastoncello che offre molti dei vantaggi e degli svantaggi di E. coli, ma è meno usato perché non produce isobutanolo in quantità simili all'E. coli. Il Bacillus subtilis è in grado di produrre isobutanolo dalla lignocellulosa ed viene facilmente manipolato attraverso tecniche genetiche, al fine di portare a maggiori rese di isobutanolo in produzione.

#### Saccharomyces cerevisiae
Il Saccharomyces cerevisiae, è un lievito, che produce naturalmente isobutanolo in piccole quantità attraverso la viabiosintetica della valina. Le S. cerevisiae possono essere coltivate a bassi livelli di pH, che aiuta a prevenire la contaminazione dei bioreattori. S. cerevisiae non viene influenzata dai batteriofagi perché è un eucariota. Per migliorare i rendimenti della sintesi di isobutanolo viene utilizzata la sovraespressione degli enzimi della via biosintetica della valina. S. cerevisiae, tuttavia, è difficile da lavorare a causa della sua biologia: essendo un eucariota, è più complesso di E. coli e B. subtilis, ed è più difficile da manipolare geneticamente. Inoltre S. cerevisiae produce anche etanolo, questa capacità può inibire la produzione di isobutanolo. S. cerevisiae non può utilizzare zuccheri a cinque atomi di carbonio per produrre isobutanolo, ma utilizza materiale vegetale destinato al consumo umano.

#### Ralstonia eutropha
La Ralstonia eutropha è un batterio gram-negativo in grado di convertire l'energia elettrica in isobutanolo. Gli anodi sono posti in una miscela di acqua e anidride carbonica. La corrente elettrica viene fatta passare attraverso gli anodi dove l'acqua e l'anidride carbonica vengono combinati per sintetizzare l'acido formico. Una coltura di Ralstonia eutropha (composta da un ceppo tollerante all'elettricità) viene posta all'interno della miscela e converte l'acido formico in isobutanolo che viene separato dalla miscela e può essere usato come biocarburante. Questo metodo di produzione offre un modo per immagazzinare chimicamente l'energia prodotta da fonti sostenibili.

## Applicazioni
- Precursore di esteri derivati
- Precursore di p-xylene
- Additivo della benzina
- Additivo della vernice per ridurne la viscosità
- Rimozione di vernici
- Additivo per la brillantezza nel settore automobilistico
- Biocombustibile

Trova principalmente impiego come solvente e come composto intermedio nella sintesi di altre sostanze.